# Karosa B 931
Karosa B 931 – model autobusu miejskiego produkowany przez zakłady Karosa Vysoké Mýto w latach 1995–2002 (od 1999 r. w zmodyfikowanej wersji B 931E). Jest następcą klasycznego autobusu miejskiego typu Karosa B 731.

## Konstrukcja
B 931 to dwuosiowy autobus z półsamonośnym nadwoziem panelowym i standardową wysokością podłogi. W porównaniu z poprzednim modelem B 731, tył i przód pojazdu są zaokrąglone i składają się z paneli z włókna szklanego oraz ramy wykonanej ze spawanych profili. Silnik znajduje się za tylną osią. Osie wyprodukowały zakłady Detva (tył) i LIAZ (przód z niezależnym zawieszeniem). Pojazdy zostały wyposażone w systemy ABS i ASR. Wnętrze charakteryzuje się plastikowymi siedzeniami pokrytymi materiałem i nową antypoślizgową podłogą. Miejsce na wózek dziecięcy znajduje się w obszarze środkowych drzwi. Do wnętrza prowadzi troje dwupłatowych drzwi odskokowych.

## Produkcja i eksploatacja

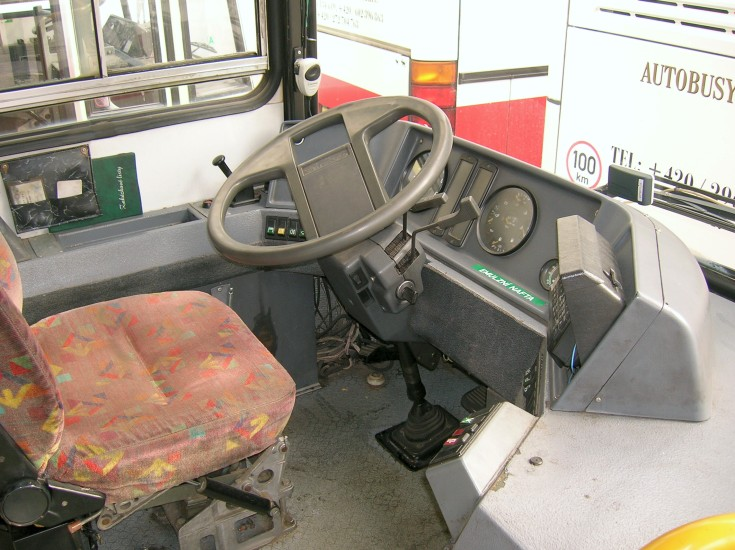
Widok deski rozdzielczej w kabinie kierowcy prototypu B 931 (B19)

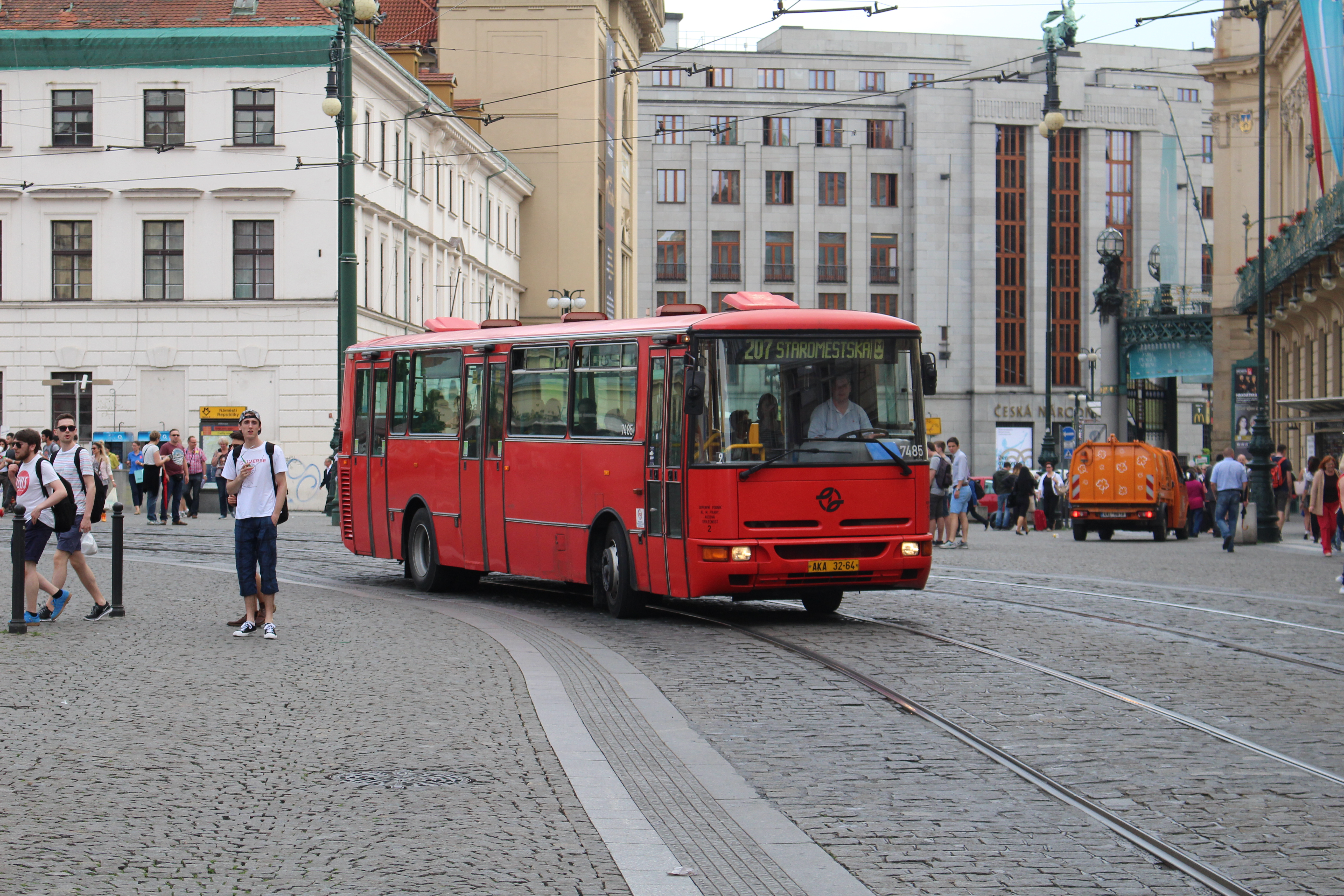
Karosa B 931E w Pradze

Prototyp B 931 (oznaczony wewnętrznie jako B19) został po raz pierwszy zaprezentowany na Międzynarodowych Targach Transportu Miejskiego w Paryżu w maju 1995, a następnie w Republice Czeskiej na targach Autotec w Brnie w czerwcu tego samego roku. Pod koniec 1995 r. wyprodukowano serię weryfikacyjną składającą się z jedenastu egzemplarzy, z której 10 pojazdów, w tym prototyp, sprzedano przewoźnikowi Dopravní podnik hlavního města Prahy. Pojazdy wyposażano w silniki LIAZ (w połączeniu ze skrzynią biegów Voith) lub silniki Renault (w połączeniu ze skrzynią biegów ZF). Produkcja seryjna rozpoczęła się w 1996 r. Od 1999 r. Karosa produkowała zmodyfikowaną wersję B 931E, produkcja tego typu została zakończona w 2002 r. Wyprodukowano łącznie 338 autobusów B 931 i B 931E.
Autobusy B 931 zastąpiły typ B 731 w produkcji, ostatni z nich opuścił bramy Karosy w 1996 r. Typ B 931 był dostarczany do wielu miast w Czechach i Słowacji, gdzie zastępował lub uzupełniał flotę autobusów B 731. Autobus nr 435 o numerze 435 z Pilzna został przebudowany w 2008 r. na typ B 932 poprzez montaż ręcznej skrzyni biegów. Większe autobusów B 931 z eksploatacji rozpoczęło się w drugiej dekadzie XXI wieku, kiedy zaczęto je zastępować nowymi pojazdami niskopodłogowymi. Pilzneński przewoźnik wycofał niemal wszystkie pojazdy tego typu w latach 2014–2015, a w 2015 r. w Pradze i Brnie pozostały w eksploatacji jedynie nowsze pojazdy B 931E. We wrześniu 2018 roku praski przewoźnik wycofała również pozostałe autobusy Karosa B 931E, a ostatni pilzneński autobus B 931 pozostał w eksploatacji z pasażerami do końca sierpnia 2019. Od tego czasu autobusy te były eksploatowane tylko w Brnie, ale ze względu na dostawy nowych autobusów SOR NS 12 ich liczba zmniejszała się stopniowo. Ostatni autobus wycofano z eksploatacji w lipcu 2021.
We wrześniu 2022 z powodu niedoboru kierowców na linii 171 (obsługiwanej przez ČSAD Střední Čechy) w sieci zintegrowanego transportu praskiego pojawiły się dwa autobusy należące do osoby prywatnej, pierwotnie należące do DP Praga (nr 7353 i 7443).